# Rozvajiv, Ivankiv
Rozvajiv (în ucraineană Розважів) este localitatea de reședință a comunei Rozvajiv din raionul Ivankiv, regiunea Kiev, Ucraina.

## Demografie
Componența lingvistică a localității Rozvajiv
     Ucraineană (95,77%)
     Rusă (4,1%)
Conform recensământului din 2001, majoritatea populației localității Rozvajiv era vorbitoare de ucraineană (95,77%), existând în minoritate și vorbitori de rusă (4,1%).